# 大島本
大島本（おおしまぼん）は、
1. 源氏物語のきわめて著名な写本の1つ。青表紙本系統である。
2. 上記の「大島本」を含む、大島雅太郎が旧蔵していた古典籍。#その他の「大島本」参照。
3. 源氏物語の写本の1つで、河内本系統のものにも、特に大島本と呼ばれるものもある。上記の青表紙系統本との混同を避けるため、今日では普通大島河内本と呼ばれる。

本項では主に（1）について解説する。

## 概要
源氏物語の写本としての大島本は、ほぼ全巻が揃い、青表紙本系統の本文を持つ源氏物語の写本のうち、現存最善本と考えられている。現在出版されている『源氏物語』の学術的な校訂本は、ほとんどこの大島本を底本にしている。現在、公益財団法人古代学協会が所蔵している。
佐渡の旧家から昭和初期（1930年（昭和5年）から1931年（昭和6年）頃）に出現し、後に大島雅太郎が買い取って世に出たため、大島本という名がついた。大島雅太郎はさまざまな書物の古写本を収集したため、「大島本」の名で呼ばれる古写本は多くあるが、通常「大島本」と呼ぶ場合は、『源氏物語』のこの写本のことを言う。
本項で、以下「大島本」とは、大島雅太郎旧蔵の『源氏物語』の写本を指す。
『源氏物語』は、紫式部の自筆本が現存せず、また平安時代中期のものと認められる写本も存在しない。その中で藤原定家が校訂した、いわゆる「青表紙本」とされる写本は多く現存する。源氏物語の本文系譜を遡及すると、陽明文庫本源氏物語、保坂本源氏物語等、別本の一部に古態を認める説もあるが、一般には、江戸時代以降、広範に流布した上、近代以降でも、池田亀鑑、石田穣二、阿部秋生らの示唆したように、現存源氏物語諸本は、青表紙本原本に本文系譜遡及の限界を見る考えが浸透していると言える。
現存する青表紙本系統の写本の中で、藤原定家が校訂した本文は、藤原定家自筆本5帖(伝承筆者の帖も含む)が現存する。ついで、定家自筆本を忠実に模したとされる明融臨模本8帖が優先順位第2位。3位に位置するのが、この大島本である。前2者は限られた帖しか現存しないが、大島本は、浮舟帖を除くほぼ全巻が現存する点、および、本文特性の優位性において、出現以来、今日に至るまで、源氏物語諸本中、最も重要な写本であるとされてきた。

## 来歴

### 昭和以前
「関屋」巻奥書によれば、室町時代の公卿である飛鳥井雅康（1436年（永享8年）‐1509年（永正6年））が守護大名大内政弘の求めに応じて1481年（文明13年）に作成したとされる。応仁の乱によって京都が戦乱の地となり古典籍を含む多くの文化財が失われた中で、当時都から遠く離れた山口の地を拠点として西国一の守護大名であった大内氏は、歴代当主が文化面でも拠点である山口が「西の京」と呼ばれるのにふさわしくなるべく活動していた。政弘は大内氏歴代当主の中でも最も多くの蔵書を確認できる人物であり、三条西実隆や飛鳥井雅康などに書写を依頼して「山口殿中文庫」、「大内文庫」とも呼ばれる蔵書の充実を図っていた。大島本の「関屋」巻奥書に見える源氏物語写本の作成も、その一環であると考えられる。
但し近年、一部の大島本に見える「宮河」なる印の有無と綴穴の多寡が相関性を有することから、現存本は、複数の祐筆によって、雅康本「関屋」巻を含む吉見家架蔵の諸本をそれぞれ書写し、揃いとした写本群であるという見解が提出された。厳密にいえば、雅康本の転写と確言し得るのは「関屋」巻だけで、他の52帖の書本の素性は不明と言うことになる。
現存本53帖は、「夢浮橋」巻奥書によって、1564年（永禄7年）頃、大内氏の家臣であり、大内氏が滅びた後毛利氏の家臣となった石見の豪族吉見氏の当主吉見正頼が揃えた、本来、54帖の写本であると記されている。
いっぽう、本写本が雅康自筆本であるとする池田亀鑑説を前提として、大内氏から吉見氏の元に移った経緯について、大内政弘の子大内義興と吉見正頼の娘大宮姫との婚儀の際に嫁入り道具として贈られたとする説もある。
ただし、本写本の書誌から確実なことは、吉見正頼が毛利と尼子の和議調停に奔走したことで知られる聖護院第25代門跡である道増（1508年（永正5年）-1571年（元亀2年））とその甥道澄（1544年（天文13年）-1608年（慶長13年））の書写による桐壺の巻と夢浮橋の巻を加え、大内政弘旧蔵一条兼良筆河内本で本文を校合し、兼良の子・良鎮大僧正の注記を加えたと言う両巻奥書に記された事実のみである。
その後、昭和初めまでの来歴は一切不明とされてきたが、上原作和は、1930年(昭和5年)頃までこの写本を保有していた、佐渡貝塚田中家を特定したとして、その前所有者を長州藩毛利家、さらにその前所有者を吉見氏を継承した大野毛利家と遡及的にこれを推定している。また、大島本が佐渡に渡った時期は、『海舟日記』から毛利家の家財整理がなされた1890年(明治23年)とし、この家財整理は勝海舟が主導し、最後の佐渡奉行鈴木重嶺が田中家に周旋したと類推した。これは、鈴木重嶺の短歌結社「詞林」同人が、重嶺の没後、佐佐木信綱「心の花」に合流したほどの歌縁を根拠とする。大島本の佐渡時代の所有者・貝塚田中家は医業、薬業のかたわら和歌をたしなみ、当主・田中穂積、義兄・加藤瑞軒が鈴木重嶺、佐佐木信綱に師事していることによる類推であると言う。ちなみに、のちの所有者・大島雅太郎も「心の花」 同人であった。
いっぽう、藤本孝一は、本写本の全体にわたって、複数の異なる筆跡によるおびただしい本文の補訂の後が見られることから、死蔵されることなく読まれ続けていたと考えている。

### 昭和初期
1933年（昭和8年）ころ、紀州徳川家の南葵文庫の主事などを務めていた文献学者の高木文のところに佐渡出身の政治家山本悌二郎、前田米蔵、山東誠三郎らの紹介状を持って、佐渡の「田中とみ」なる女性が源氏物語の写本を売りたいと尋ねてきたという。調べてみると貴重な写本であることは分かったが、希望する売値があまりに高額であったため、誰も容易には手を出せず、さまざまな古書店主らと数次にわたり交渉を行っていたという。
そもそもこの写本は、出現時期と売却交渉時期の齟齬する約3年間、佐佐木信綱を介して池田亀鑑のもとに預けられていたものと考えられる(1932年(昭和7年)11月に開催された東京帝国大学文学部国文学研究室主催の源氏物語展観に、この写本が飛鳥井雅康本として出品、紹介されている)。結局、この写本は、池田の依頼で大島雅太郎のコレクション『青谿書屋』に収まった。ただし、当時写本そのものは池田の桃園文庫が保管し続け、池田は大島本を底本として「校異源氏物語」を完成させた。これにより大島本の内容は広く世に知られるようになった。校異源氏物語において、大島本(と大島河内本)は記号「大」で示される。

### 第二次世界大戦後
大島雅太郎は戦後になって財閥解体などの影響により経済的に困窮する事態となり、コレクションのほとんどを手放すことになった。コレクションの大部分は国立国会図書館や大島雅太郎の母校である慶應義塾大学の附属図書館に所蔵されることになったが、この「大島本源氏物語」はそれらの中に入っておらず、1947年（昭和22年）頃、東京神田の古書店・一誠堂と反町茂雄を経由して小汀利得のコレクション『小汀文庫』に入った。しかし、このことは当時一般には知られておらず、一時期行方不明とされていた。角田文衞は、本写本が小汀利得のコレクション『小汀文庫』に入ったことを知ったのは、1961年（昭和36年）ころのことであると述べている。
大島本は、1958年（昭和33年）2月8日付けで国の重要文化財に指定された。1968年（昭和43年）に古代学協会が平安博物館を開設するにあたり、角田文衞はその目玉商品として大島本の購入を企て、古代学協会理事でもあった小汀に白羽の矢を立てた。角田は、村口書房の村口四郎を介して購入の交渉を行っている。購入資金400万円は味の素株式会社社長鈴木恭二の寄付により賄い、大島本はここに同協会の所蔵となった。同博物館は1988年（昭和63年）に閉館したが、大島本はそのまま古代学協会が所蔵しており、京都文化博物館に寄託されている。

## 出版・公開
現在大島本は研究者向けに公開されており、専門家による定期的な調査が行われている他、2008年（平成20年）の9月から10月にかけて源氏物語千年紀を記念して特別展示が行われるなど、しばしば一般公開も行われている。
影印本の一覧については#影印本参照。

### 池田亀鑑
大島本の内容が最初に世に知られるようになったのは、池田亀鑑の校異源氏物語および源氏物語大成によってである。
池田亀鑑は、1926年（大正15年）4月から河内本系統の写本を元に進めていた源氏物語の校本作成事業の途上で出会った大島本について、「青表紙本中最も信頼すべき一証本であって、その数量において、またその形態・内容において稀有の伝本である」と評価した。そして、この校本作成は1931年（昭和6年）に一度は完成させ、完成記念の展観会まで催された。しかし、大島本の出現により、その原稿を破棄し、改めて大島本を底本にして校本作成を一からやり直すことを決断、約10年をかけて1942年（昭和17年）に『校異源氏物語』を完成させた。ここで池田によって示された大島本に対する評価の高さと『校異源氏物語』の完成度の高さにより、以後、源氏物語の校本は、多くの帖は大島本を底本に使用するのが通例となった。
しかし、大島本の本文には、ほぼ全帖にわたって大量、多彩な補訂の跡が残る。これに対し、『校異源氏物語』およびこれを元にした『源氏物語大成 校異篇』では、補訂の存在自体ほとんど明らかにされていない。「底本」本文として翻刻されている本文にも問題の指摘があり、補訂前の本文をそのまま採用している部分もあるが、補訂後の本文を採用している部分もあり、方針は一貫していない。このため、本来の大島本本文の全貌を再現できているとは言えず、現在では『源氏物語大成 校異篇』の本文は「特に精度の高い校本とは言い難い。」「源氏物語大成での補入や訂正箇所についての校異の採用についてはかなりの基準の曖昧さが残る」と評されている。

### 細部の公開
『新日本古典文学大系 源氏物語』（1993年（平成5年）～1997年（平成9年））において大島本が全面的に底本として採用された際、当該書籍に係わった校注者5人が改めて大島本を直接調査した。この際の調査の成果は、ごく一部の本文上特に注意すべき個所についてのみではあるものの、大島本の写真入りで解説を付して当該書籍に掲載されたことにより、大島本に多くの補訂が加えられていることが初めて明らかにされた。
1996年（平成8年）には全10巻（解説を収めた別巻1巻付き）からなる大島本の影印本が刊行された。これにより、大島本に存在する大量の補訂作業の痕跡を全帖にわたって容易に調べることが出来るようになった。この撮影の際には、綴じ糸を切って各葉を完全に広げた形で撮影を行ったため、綴じ糸近くに存在したためにそれまで見えなかった傍記の存在や、何度も綴り直したために、多いものでは一葉に10個所もの綴じ穴が存在することが明らかになった。
書籍として刊行された影印本はモノクロであったが、写本の撮影そのものはフルカラーで行われており、2007年（平成19年）12月にフルカラーのままのデータを収め、様々な検索機能が付されているDVD-ROM版が刊行された。

### 各種校訂本での大島本の採用状況
校訂本において基本的に大島本を底本とするものは多いが、全ての帖においてではない。大島本が採用されない巻は、大きく分けて
- 定家自筆本がある巻（花散里、行幸、柏木、早蕨）や明融臨模本がある巻（桐壺、帚木、花宴、若菜上下、柏木、橋姫、浮舟）など大島本より、青表紙本系統の本文系譜上、優位にあると考えられる写本がある巻
- 大島本が欠けている（浮舟）、補写である（桐壺、夢浮橋）、本文が青表紙本でないとされる（初音）など、大島本が問題があるとされる巻

に分けられる。後者を補充するものとして、しばしば池田本が用いられてきた。
大島本には大量の補訂が存在するため、底本に採用する際に「当初書かれたままの本文」を採用するのかそれとも「訂正された本文」を採用するのかの問題が残ることは、源氏物語大成以降も同じである。
現代の学術的な校訂本での大島本の採用状況を示す。
- 源氏物語大成 中央公論社 池田亀鑑編 1953年（昭和28年）-1954年（昭和29年）
下記を除く47帖
桐壺、夢浮橋、初音、浮舟は池田本
花散里、柏木、早蕨は定家自筆本

- 源氏物語評釈 角川書店 玉上琢弥編 1964年（昭和39年）-1968年（昭和43年）
下記を除く42帖
花散里、行幸、柏木、早蕨は定家自筆本
桐壺、帚木、花宴、若菜上下、橋姫、浮舟は明融本
初音は池田本

- 日本古典文学全集 小学館 1970年（昭和45年）-1976年（昭和51年）
下記を除く51帖
桐壺、浮舟は明融本
初音は陽明文庫本

- 新潮日本古典集成 新潮社 1976年（昭和51年）-1985年（昭和60年）
下記を除く41帖
花散里、行幸、柏木、早蕨は定家自筆本
桐壺、帚木、花宴、若菜上下、橋姫、浮舟は明融本
初音は池田本
手習は為氏本

- 完訳日本の古典 小学館 1983年（昭和58年）
下記を除く42帖
花散里、行幸、柏木、早蕨は定家自筆本
桐壺、帚木、花宴、若菜上下、浮舟は明融本
初音、夢浮橋は池田本

- 新日本古典文学大系 岩波書店 佐竹昭広編 1993年（平成5年）-1997年（平成9年）
浮舟を除く53帖
浮舟は明融本

- 新編日本古典文学全集 小学館 1994年（平成6年）-1998年（平成10年）
下記を除く41帖
花散里、行幸、柏木、早蕨は定家自筆本
桐壺、帚木、花宴、若菜上下、橋姫、浮舟は明融本
初音、夢浮橋は池田本

上記をまとめると以下の表のようになる。なお、池田亀鑑による日本古典全書版源氏物語（朝日新聞社）は校異源氏物語=源氏物語大成とほぼ同じ方針で底本を採用していると見られるものの、巻ごとの底本を明らかにしていないためこの表には掲載していない。
| 巻序           | 巻名          | 大成       | 評釈          | 全集          | 集成          | 完訳     | 新大系        | 新全集        | 備考                                 |
| 出版社         |               | 中央公論社 | 角川書店      | 小学館        | 新潮社        | 小学館   | 岩波書店      | 小学館        |                                      |
| 出版時期       |               | 1942年     | 1964年-1968年 | 1970年-1976年 | 1976年-1985年 | 1983年   | 1993年-1997年 | 1994年-1998年 |                                      |
| 主な編者       |               | 池田亀鑑   | 玉上琢弥      | 阿部秋生      | 石田穣二      | 阿部秋生 | 室伏信助      | 阿部秋生      |                                      |
| 大島本採用帖数 |               | 47帖       | 42帖          | 51帖          | 41帖          | 42帖     | 53帖          | 41帖          |                                      |
| 1              | 桐壺          | 池田本     | 明融本        | 明融本        | 明融本        | 明融本   | 大島本        | 明融本        | 大島本補写・明融臨模本あり           |
| 2              | 帚木          | 大島本     | 明融本        | 大島本        | 明融本        | 明融本   | 大島本        | 明融本        | 明融臨模本あり                       |
| 3 - 7          | 空蝉 - 紅葉賀 | 大島本     | 大島本        | 大島本        | 大島本        | 大島本   | 大島本        | 大島本        |                                      |
| 8              | 花宴          | 大島本     | 明融本        | 大島本        | 明融本        | 明融本   | 大島本        | 明融本        | 明融臨模本あり                       |
| 9, 10          | 葵、 賢木     | 大島本     | 大島本        | 大島本        | 大島本        | 大島本   | 大島本        | 大島本        |                                      |
| 11             | 花散里        | 定家本     | 定家本        | 大島本        | 定家本        | 定家本   | 大島本        | 定家本        | 定家本あり                           |
| 12 - 22        | 須磨 - 玉鬘   | 大島本     | 大島本        | 大島本        | 大島本        | 大島本   | 大島本        | 大島本        |                                      |
| 23             | 初音          | 池田本     | 池田本        | 陽明文庫本    | 池田本        | 大島本   | 大島本        | 池田本        | 大島本が別本                         |
| 24 - 27        | 胡蝶 -篝火    | 大島本     | 大島本        | 大島本        | 大島本        | 大島本   | 大島本        | 大島本        |                                      |
| 28             | 野分          | 大島本     | 大島本        | 大島本        | 大島本        | 大島本   | 大島本        | 定家本        | 定家本あり                           |
| 29             | 行幸          | 大島本     | 定家本        | 大島本        | 定家本        | 定家本   | 大島本        | 大島本        | 定家本あり                           |
| 30 - 33        | 藤袴 - 藤裏葉 | 大島本     | 大島本        | 大島本        | 大島本        | 大島本   | 大島本        | 大島本        |                                      |
| 34             | 若菜上        | 大島本     | 明融本        | 大島本        | 明融本        | 明融本   | 大島本        | 明融本        | 明融臨模本あり                       |
| 35             | 若菜下        | 大島本     | 明融本        | 大島本        | 明融本        | 明融本   | 大島本        | 明融本        | 明融臨模本あり                       |
| 36             | 柏木          | 定家本     | 定家本        | 大島本        | 定家本        | 定家本   | 大島本        | 定家本        | 定家本、明融臨模本ともにあり         |
| 37 - 44        | 横笛 -竹河    | 大島本     | 大島本        | 大島本        | 大島本        | 大島本   | 大島本        | 大島本        |                                      |
| 45             | 橋姫          | 大島本     | 明融本        | 大島本        | 明融本        | 大島本   | 大島本        | 明融本        | 明融臨模本あり                       |
| 46, 47         | 椎本、 総角   | 大島本     | 大島本        | 大島本        | 大島本        | 大島本   | 大島本        | 大島本        |                                      |
| 48             | 早蕨          | 定家本     | 定家本        | 大島本        | 定家本        | 定家本   | 大島本        | 定家本        | 定家本あり                           |
| 49, 50         | 宿木、 東屋   | 大島本     | 大島本        | 大島本        | 大島本        | 大島本   | 大島本        | 大島本        |                                      |
| 51             | 浮舟          | 池田本     | 明融本        | 明融本        | 明融本        | 明融本   | 明融本        | 明融本        | 大島本欠・明融臨模本あり             |
| 52             | 蜻蛉          | 大島本     | 大島本        | 大島本        | 大島本        | 大島本   | 大島本        | 大島本        |                                      |
| 53             | 手習          | 大島本     | 大島本        | 大島本        | 為氏本        | 大島本   | 大島本        | 大島本        | 大島本の本文に問題があるともされる。 |
| 54             | 夢浮橋        | 池田本     | 大島本        | 大島本        | 大島本        | 大島本   | 大島本        | 池田本        | 大島本が補写とされる                 |

1999年（平成11年）に出版された『CD-ROM 角川古典大観 源氏物語』（角川文庫）においては、代表的な青表紙本の本文を持つとされる写本である大島本、代表的な河内本の本文を持つとされる写本である尾州家河内本、代表的な別本の本文を持つとされる写本である陽明文庫本と保坂本の本文が電子データで収録されており、これら4写本の本文を、同時に並べて比較できるようになっている
なお、別本を主体とする校本である『源氏物語別本集成』（おうふう）においては「別本としての本文の位置づけを明らかにする」ために代表的な青表紙本について全帖にわたって対校しているが、その際「代表的な青表紙本」として、浮舟を除いた若紫巻から夢浮橋巻までの49帖については大島本を使用している。

### 大島本を底本としていない校訂本・校本
源氏物語の校訂本・校本において多くの巻において大島本を底本とすることが主流となって以後にも大島本を底本としないものも以下のように若干作成されている。
- 山岸徳平による「日本古典文学大系版源氏物語」では宮内庁書陵部蔵三条西家本を底本としている。これは、「新日本古典文学大系版源氏物語」(これは、大島本を底本とする)の刊行に伴って絶版となったが、同じ本文で注釈等を簡単にした軽装版にあたる岩波文庫版はその後も刊行され続けている。
- 今泉忠義による桜楓社版源氏物語（のち講談社学術文庫）では首書源氏物語を底本としている。

## 本文
大島本は池田亀鑑以来、青表紙本としてきわめて定家本に近い本文を持つとして知られてきた。ただし初音帖のみ、別本系統であるとされてきた。詳しくは後述する通り、大島本の本文には全帖の大部分の頁にわたって大量の補訂作業の痕跡が存在している。
柏木、花散里（尊経閣文庫蔵 前田家本））および早蕨（保坂本）の3巻は、校異源氏物語及び源氏物語大成校異編において藤原定家自筆本が底本とされている。これらを、大島本を含む他の青表紙本系統の写本と比較する為に、掲出された異文の個数が少ない順番に並べると
- 花散里: 大島本4 日大三条西家本18 横山本26 桃園文庫蔵二条為明筆本28
- 柏木: 大島本141 日大三条西家本166 榊原家本171 横山本194 陽明文庫本196 肖柏本210
- 早蕨: 大島本22 肖柏本44 日大三条西家本68 横山本71 御物本106 池田本107

となり、いずれの巻でもこの大島本は最も掲出される異文の少ない「定家本に近い」本文になっている。
また、若菜下巻で大島本を底本として源氏物語大成に採用されている諸写本、採用されていない諸写本の異文掲出数を少ない順に並べると、明融本106・肖柏本204・書陵部三条西家本232・大正大学本242・日大三条西家本306・正徹本333・横山本359・陽明文庫本378・榊原家本394・池田本453・玉里文庫本814・穂久邇文庫本828となり、定家自筆本を字形・字下げ等までそのまま書写したとされる明融本が異文数が最も少ない。
補訂前の元々の本文は、初音帖を除き大体において藤原定家の自筆本などに近い良質の青表紙本系統の本文と見られるが、定家自筆本と完全に一致するわけではなく、他の青表紙系統の写本に見られない独自の本文をとっていることもあり、その性格は再検討を要するとも言われている。

### 校訂
大島本に見られる校訂の量は、現存する写本の中でも最大級のものである。補訂に使用している墨は墨筆と朱筆とがあり、補訂の手法も見セケチ・抹消・訂正・補入・傍記などさまざま、抹消の手段も塗消（上から塗って消す）・削消（削って消す）など様々であり、一つの個所に何重にも補訂が加えられていることも少なくない。また筆跡も様々であり、直された本文の系統も河内本系統の本文に直していると見られるものと、青表紙本系統の本文に直していると見られるものとが含まれている。
これらのことから見て大島本の補訂作業は異なる時期の複数人によるものであると考えられている。藤本孝一は、当初書写された後、河内本等による何回かの校訂を受けた後、江戸時代になってから当時の流布本である青表紙本による校訂がなされたとしている。これに対し、吉見正頼周辺による作業とする伊井春樹説がある。また、佐々木孝浩もこれらの作業を吉見正頼の時代とする。
中には大島本の本文を「定家本ではない」との認識の元に「定家本ではこうなっている」という趣旨の傍記を行っているようにも見られる事例として、真木柱巻末近くの和歌において、本文に「沖津ふねよるべなみ路に」とあるところに朱で「定本波とあり」と傍記されている（定家本では「沖津船」ではなく「沖津波」である）箇所も存在する。

### 問題を指摘されている巻

#### 桐壺・夢浮橋
補写である桐壺と夢浮橋を、池田亀鑑は校異源氏物語及び源氏物語大成校異編において底本に採用しなかった。その理由としては「補写である」という点のみを挙げていたため、この2帖の本文の質が他の巻とどのように異なるのかは必ずしも明らかでは無かった。
その後の校本も池田のこの判断に従う物が多かったが『新日本古典文学大系版源氏物語』では一揃いの写本としての一貫性を重視して桐壺と夢浮橋を底本として採用した。これに対して池田利夫は、大島本の補写ではない巻には現れない「平安時代には使用されない」とされる用例が桐壺と夢浮橋にのみ現れることなどから、「補写である桐壺と夢浮橋の2帖の本文の質はそれ以外の51帖の本文よりもかなり劣っていると考えざるを得ない」としてこの2帖を底本に採用した新日本古典文学大系の姿勢を批判している。

#### 初音
大島本の初音帖の本文については池田亀鑑によって「青表紙本ではなく別本である」とされ、「源氏物語大成」の底本への採用を見送られた。その後の様々な校訂本においてもこの判断に従うものが多かったが、新日本古典文学大系では初音帖も底本に採用されている。
近年になり、池田は当初書かれた本文ではなく、補訂を受けた後の本文を元に本文の系統を別本であると判断したのではないかとするなど、疑問を示す見解が現れている。

#### 手習
新潮日本古典集成版の源氏物語では、手習巻の本文については「青表紙本としては不純なところがある」として大島本を底本とはしていない。代わって静嘉堂文庫蔵伝二条為氏筆本（校異源氏物語及び源氏物語大成に写本記号「二」として採用されているもの）を底本にしている。

#### 柏木
定家自筆本の現存する柏木巻の巻末では、光源氏が本当は自分の子では無く柏木の子であるが表向きは自分の子である薫が自分に這い寄ってくる場面で、青表紙本では這い寄ってくる薫を見てどうしていいのか分からないという戸惑っている場面で終わっているのに対して、河内本やいくつかの別本ではその後に抱いてみると愛おしさがわいてきたという長文の異文が存在することが知られていた。
かつてこの大島本の本文は「他の青表紙本と同じ終わり方をしている」とされてきたが、近年になって大島本に対して詳細な調査が行われた際この部分の料紙に「切り取られて別の紙が継がれた痕跡」が存在することが明らかになった。この部分は当初は「河内本」型の本文であり青表紙本系統の写本には無い長文の異文が存在したが、その後に写本末尾が切り取られて現在のような「青表紙本」型の本文になったのでは無いかとも考えられる。
藤本孝一は、この点は定家本の変遷そのものを反映しているのであり、初期の定家本にはこの場所に現在の河内本やいくつかの別本と同じような長文の異文が存在したが、後に定家の判断によって削られたことにより、現在のいわゆる「青表紙本」ではこの部分が存在しないようになったのであり、大島本のこの部分には当初は初期の定家本の形態であったものが後の一般的な定家本に合わせるために「食い裂き」と呼ばれる方法で切除されたものであるとした。

### 二区分説
佐々木孝浩は、大島本の一部の巻にのみ見える「宮河」なる印の有無に注目し、「宮河」なる印の有無と綴穴の多寡・筆跡や紙の違いなどが相関性を有するとして、現存する大島本は、
- 「宮河」印を捺されている巻（A群） 空蝉、末摘花、明石、澪標、蓬生、関屋、絵合、松風、薄雲、朝顔、玉鬘、初音、胡蝶、蛍、常夏、行幸、御法、橋姫、早蕨
- 「宮河」印を捺されていない巻（B群） 桐壺、帚木、夕顔、若紫、紅葉賀、花宴、葵、賢木、11花散里、須磨、少女、篝火、野分、藤袴、真木柱、梅枝、藤裏葉、若菜上、若菜下、柏木、横笛、鈴虫、夕霧、幻、匂宮、紅梅、竹河、椎本、総角、宿木、東屋、蜻蛉、手習、夢浮橋

のふたつに大きく分けることが出来るとし、現在の大島本は複数の祐筆によって飛鳥井雅康書写本「関屋」巻を含む諸本を書写したものであり、後にこれらを揃い本とした写本群であるという見解を提出した。
これに対して藤本孝一は、
- 「宮河」なる印は押してある場所もばらばらで押してある数も1箇のものから3箇のものまで認められる。このように「気ままに押してある。」としか見えないものを基準にすることには問題がある。
- 紙の質の異なり等は、その佐々木自身がわずかな時間観察しただけの印象を元に述べていることを認めており、詳細に調べた結果「宮河」なる印の有無に対応した「紙の質の異なり」は確認出来なかった。
- 音便の使い方などといった本文の質についても、大島本がいくつかのグループに分かれるというような事実は確認出来ないという結論を出した研究がすでに存在する[26]。
- 筆跡の異なりについては「定家自筆本」の一部が「家中の少女を動員して書写させた」ために異なる筆跡のものが含まれるものも含めて「定家自筆本」とされているように、自分の指揮下にある複数の祐筆によって自分の目の届く範囲で書写が行われた場合でも「雅康筆」としてもおかしくないのが当時の常識である。

と反論した。両者の議論については#綴じ方も参照。

### 三条西家本との優劣
山岸徳平は、いわゆる『三条西家本』の本文のほうがこの大島本より良質の青表紙本系の本文であるとして、1958年（昭和33年）から岩波書店から出版された『日本古典文学大系』の源氏物語の底本には三条西家本を採用した。しかし後にこれを否定する理解が広まってゆき、三条西家本が底本として使用される事はあまりなくなっていった。たとえば1993年（平成5年）から同じ岩波書店から出版された『新日本古典文学大系』の源氏物語においては大島本を底本とした。

## 写本の態様・特徴
浮舟帖のみを欠いており全54帖中53帖が現存している。もともとは54帖揃っていたと見られるが、いつ頃どのような事情で1帖だけ欠けたのかは不明である。
大型の四半本で全て袋綴。現在の表装は紺色系統の深い青色のものであるが、これは原装そのものではなく江戸時代前期から中期にかけて改装されたものと見られる。多くの補訂があることは前述した。
もともとは全帖で一つの箱に重ねて入れられていたが、新日本古典文学大系の底本使用料が入った際、その底本使用料を使用して選定保存技術保持者である前田友斎によって保存のため一冊ずつ取り出せるような引き出しを備えた専用の文庫箱形式の四箱からなる桐製の収納箱が作成された。

### 巻名
巻名については概ね現在でも一般的な巻名を記している。但し橋姫の巻名についてはこの巻に初登場する宇治八の宮を俗聖として出家することなく仏道にいそしんでいることから優婆塞と称することに由来している「優婆塞」の異名で記されている。この異名は『白造紙』に含まれる「源シノモクロク」、聖覚の『源氏物語願文』や了悟の『幻中類林（光源氏物語本事）』、『源氏六十三首之歌』など成立時期の古いいくつかの資料にも見られるものであり、平安時代末期にはかなり有力な異名であったと見られる。藤原定家による源氏物語の注釈書「奥入」（第二次・自筆本）でも「廿八 優婆塞 一名 橋姫」と優婆塞を先に記した上で現在では一般的な巻名である橋姫の方を「一名」として記している。

### 奥書
桐壺・関屋・夢浮橋の巻末に奥書がある。
- 関屋巻
文明十三年九月十八日
依大内左京兆所望、染紫毫
者也
権中納言雅康
- 桐壺巻
彼源氏物語事於長府書華、従京都豊芸為和談上使
聖護院殿様御下向候、然者久々御在府候、桐壺巻大門跡
様御筆候、夢浮橋巻新門跡様御筆候、大門跡
様御名道増様与申、新門跡様御名道澄様与申也
永禄七年七月八日 吉見大蔵太輔正頼 （花押）
- 夢浮橋巻
源氏一部五十四帖雖為新写之本、依有数奇之
志附属良鎮大僧正者也
文正元年十一月十六日 桃華老人
うつしをくわかむらさきの一本は
いまもゆかりの色とやはみね
右光源氏一部五十四帖令附属正弘朝
臣、以庭訓之旨加首筆、用談義之処
秘本也、堅可被禁外見者也
延徳二年六月十九日 前大僧正
あはれこのわかむらさきの一本に
心をそめてみる人もかな 右事書奥書異本
夢浮橋新御門跡様道澄御手跡也
長門府中長福寺御在寺候時也、同巻
桐壺者大御門跡道増様御手跡也
聖護院殿様之事也
永禄七年七月八日 吉見大蔵太輔正頼 （花押）

関屋巻の奥書に飛鳥井雅康筆とある。池田亀鑑は、もともとは夢浮橋巻にあったもので、補写が行われた際に切り取られて関屋巻に付けられたのであろうとした。この説に対して、佐々木孝浩は、奥書は、もともと関屋巻のものであって、他の巻は別の写本を書本とする立場である。
桐壺及び夢浮橋にある奥書によって、この2帖が、飛鳥井雅康らではなく、（桐壺は道増、夢浮橋は道澄）による補写であることがわかる。桐壺と夢浮橋のみ別人の筆になっていることについて、池田亀鑑は「家本としての価値を高めるため」であろうとした。

### 勘物
本「大島本」は大部分の帖末に第一次奥入を有する。奥入を有しない巻は桐壺、花散里、澪標、関屋、絵合、初音、蛍、常夏、篝火、野分、幻、東屋、蜻蛉、夢浮橋である。
池田亀鑑は奥入を有するかどうかを青表紙本であるかどうかの基準としていたため、このことが大島本が「校異源氏物語」及び「源氏物語大成校異編」において底本として採用された大きな理由となったと見られる。
大島本より書写時期が古く、池田が利用可能な形でまとまって伝来している青表紙本の写本として池田本や横山本、言経本があげられるが、池田本は奧入を有するものの第一次奧入と第二次奧入が混在し、奥入りを有しない巻もあるため「大島本に次ぐ」という評価を与えられて桐壺、夢浮橋、初音、浮舟といった大島本に問題があるとされる巻において底本に採用されてその他の巻で校合本文の一つに採用されるにとどまり、横山本や言経本は奧入を有しないため校合本文のひとつとして採用されるにとどまった。

### 蔵書印
大島本には以下のような蔵書印が確認出来る。
- 「宮河」 （陶晴賢の家臣「宮川房長」との説あり）
- 「吉見／正頼」
- 「青谿／書屋」 大島雅太郎
- 「をばま」「小汀氏蔵書」 小汀利得
- 「鈴木」 （味の素株式会社社長鈴木恭二）

### 綴じ方
大島本は袋綴になっている。このことについて佐々木孝浩は、袋綴という綴じ方は、安価な薄い紙を使うときや反古紙を再利用する時に使う「安物の装幀」であり、当時の権力者である大内氏が飛鳥井雅康に依頼して作らせた写本には相応しくないものであり、この「大島本」は大内氏の求めによって作成された「飛鳥井雅康書写本」そのものではなく「飛鳥井雅康書写本を転写したもの」であるとする根拠の一つとした。これに対して藤本孝一は、「袋綴」という綴じ方は確かに安価な薄い紙を使うときや反古紙を再利用するときに使われる綴じ方ではあるものの、全ての「袋綴」がそうではなく、実際にこの大島本の場合には反古紙を再利用したような紙は一枚もない。大島本の装丁は当時の中国で生まれた最新のものを取り入れたものであって、このころ明と日本との最大の交流の窓口になっていた大内氏のために作られた写本としては至って相応しいものであり、何ら疑問とするに足りないと批判した。

## その他の「大島本」
本項で以上解説した以外の写本で、「大島本」と呼ばれるもののいくつかを列挙する。
源氏物語の写本では、以下。
- 全帖にわたって河内本系統の本文を持つとされる大島河内本と呼ばれる写本。現在は中京大学の所蔵。
- 耕雲本の一伝本とされる伝冷泉為清筆とされる54帖の揃い本。校異源氏物語及び源氏物語大成には不採用[31][32]。
- 46帖からなる伝本。筆写は不詳。青表紙本系統の本文を持つとされる。校異源氏物語及び源氏物語大成には不採用[33]。
- 伝耕雲筆花宴巻。青表紙本系統の本文を持つとされる。校異源氏物語及び源氏物語大成には写本記号「長」、「伝耕雲花山院長親筆 大島雅太郎蔵」として採用[34][35]。
- 伝二条為氏筆松風巻。青表紙本系統の本文を持つとされる。校異源氏物語及び源氏物語大成には写本記号「氏」、「伝二条為氏筆 大島雅太郎蔵」として採用。現在は日本大学所蔵。[36][37]
- 伝二条為氏筆鈴虫巻。青表紙本系統の本文を持つとされる。校異源氏物語及び源氏物語大成には写本記号「島」、「伝二条為氏筆 大島雅太郎蔵」として採用。現在は日本大学所蔵。[38][39]
- 伝冷泉為相筆鈴虫巻。河内本系統の本文を持つとされる。校異源氏物語及び源氏物語大成には写本記号「冷」、「伝冷泉為相筆写 大島雅太郎蔵」として採用。現在は日本大学所蔵。[40][41]
- 伝藤原為家筆藤裏葉巻。河内本系統の本文を持つとされる。校異源氏物語及び源氏物語大成には写本記号「青」、「伝藤原為家筆写 大島雅太郎蔵（青谿書屋）」として採用。現在は日本大学所蔵。[42][43]
- 伝二条為氏筆柏木巻。河内本系統の本文を持つとされる。校異源氏物語及び源氏物語大成には写本記号「谿」、「伝二条為氏筆写 大島雅太郎蔵（青谿書屋）」として採用。現在は日本大学所蔵。[44][45]
- 伝二条為氏筆紅葉賀巻。別本の本文を持つとされる。校異源氏物語及び源氏物語大成には写本記号「氏」、「伝二条為氏筆 大島雅太郎蔵」として採用。現在は日本大学所蔵。[46][47]
- 伝西行筆竹河巻。別本の本文を持つとされる。校異源氏物語及び源氏物語大成には写本記号「大」、「伝西行筆写 大島雅太郎蔵」として採用。現在は天理図書館所蔵。[48][49]
- 伝西行筆竹河巻。別本の本文を持つとされる。校異源氏物語及び源氏物語大成には写本記号「西」、「伝西行筆写 大島雅太郎蔵」として採用。
- 伝藤原為家筆夕霧巻。校異源氏物語及び源氏物語大成には不採用。現在は日本大学所蔵。[50][51]

源氏物語以外では以下。
- 平家物語の大島本（現在は天理図書館の所蔵）[52]
- 伊勢物語の大島本（現在は千葉県佐倉市の国立歴史民俗博物館の所蔵。広本系統の代表的な写本の一つ。定家本とは章段の構成が異なる。）[53]
- 源氏物語古系図の大島本（伝藤原為家筆・現在の所在は不明）[54]

## 影印本
- 『大島本 源氏物語』全10巻（別巻1巻の解説付き） 財団法人古代学協会・古代学研究所編 角田文衛・室伏信助監修 1996年（平成8年）5月 角川書店 ISBN 4-04-862005-3
  - 第一巻 01桐壺、02帚木、03空蝉、04夕顔、05若紫 ISBN 4-04-862006-1
  - 第二巻 06末摘花、07紅葉賀、08花宴、09葵、10賢木、11花散里 ISBN 4-04-862007-X
  - 第三巻 12須磨、13明石、14澪標、15蓬生、16関屋、17絵合、18松風 ISBN 4-04-862008-8
  - 第四巻 19薄雲、20朝顔、21少女、22玉鬘、23初音、24胡蝶 ISBN 4-04-862009-6
  - 第五巻 25蛍、26常夏、27篝火、28野分、29行幸、30藤袴、31真木柱、32梅枝、33藤裏葉 ISBN 4-04-862010-X
  - 第六巻 34若菜上、若菜下 ISBN 4-04-862011-8
  - 第七巻 36柏木、37横笛、38鈴虫、39夕霧、40御法 ISBN 4-04-862012-6
  - 第八巻 41幻、42匂宮、43紅梅、44竹河、45橋姫、46椎本 ISBN 4-04-862013-4
  - 第九巻 47総角、48早蕨、49宿木 ISBN 4-04-862014-2
  - 第十巻 50東屋、51浮舟、52蜻蛉、53手習、54夢浮橋 ISBN 4-04-862015-0
  - 別巻 古代學協會・古代學研究所編『大島本源氏物語の研究』1997年（平成9年）4月 ISBN 4-04-862016-9
本書には以下の研究論文が収められている。
    - 角田文衛「大島本源氏物語の由来」
    - 室伏信肋「大島本源氏物語研究の展望」
    - 藤本孝一「大島本源氏物語の書誌」
    - 室伏信助「大島本源氏物語の様態注と本文批判」
- 『大島本源氏物語 DVD-ROM版』角川学芸出版、2007年（平成19年）12月 ISBN 978-4-0462-1992-3

- 森一郎編『大島本源氏物語 桐壷』和泉書院、1991年（平成3年）4月。ISBN 4-87088-459-3
- 増田繁夫編『大島本源氏物語 帚木・空蝉』和泉書院、1992年（平成4年）5月。ISBN 4-87088-517-4
- 伊井春樹編『大島本源氏物語 若紫』和泉書院、1991年（平成3年）4月。ISBN 4-87088-444-5